# Johann Gotthilf Klügel
Johann Gotthilf Klügel, zeitgenössisch auch Johann Gotthülff Klügel († um 1780), war ein deutscher Jurist und königlich-polnischer und kurfürstlich-sächsischer Bergkommissar, dem die Aufsicht über das Topas- und Edelsteinwesen im Erzgebirge und Vogtland sowie das Fossilienwerk in Schwarzenberg/Erzgeb. übertragen wurde. 1756 fand er in der Göltzsch bei einem Probewaschen Gold.

## Leben und Werk
Er war der jüngste Sohn des Amtsadjunkten Johann Christian Klügel aus Zwickau, besuchte bis 1735 die Fürstenschule Grimma und studierte drei Jahre Rechtswissenschaften an der Universität Wittenberg und ein Jahr an der Universität Leipzig. Danach richtete er 1741 ein Gesuch an den König-Kurfürst Friedrich August um Verleihung des Prädikats eines Hofkommissars. Als solcher wollte er seine Kenntnisse zum Auffinden von Edelsteinen, Gold, Perlen und Fossilien im Königreich Polen und Kurfürstentum Sachsen zum Einsatz bringen. Nach einem positiven Gutachten des Oberbergamtes Freiberg wurde Klügel der Titel eines Bergkommissars verliehen. 1746 erfolgte seine Beauftragung mit der Beaufsichtigung des Edelstein- und Fossilienwesens in Polen und Sachsen. Dienstsitze waren Schlettau und Annaberg. Daneben war er von 1752 bis 1757 Zehntner in Eibenstock.
Im November 1765 wurde er neben Christian Gottlieb Teller und Johann David Dörffel außer Dienst gestellt und David Frenzel (1691–1772) setzte dessen Amt als Edelgestein-Inspektor fort. Im Sächsischen Staatskalender von 1765 ist Klügel als Commissions-Rath verzeichnet.
1770 begann eine mehrjährige Untersuchung gegen Klügel durch das Amt Dresden wegen des Vorwurfs von Erzdiebstahl, die sich über vier Jahre erstreckte. Klügel wurde 1770 umgehend inhaftiert und als Gefangener nach Dresden gebracht.
Verheiratet war Klügel mit der Schwester des Oberzehntners Carl Ludwig Fischer.